# Der Galgen von Tyburn
Der Galgen von Tyburn (The Hanging Tree) ist der sechste Roman der Flüsse-von-London-Reihe des britischen Autors Ben Aaronovitch. Er erschien 2016 auf Englisch und im Mai 2017 beim dtv auf Deutsch.

## Inhalt
Das Abenteuer des vorherigen Buches in Herefordshire ließ den Protagonisten Peter Grant tief in eine Beziehung mit Beverley Brook, der einfallsreichen jungen Frau, die ihn vor der Gefangennahme durch die Feenkönigin rettete, verwickelt sein. Beverley ist die Schutzgöttin von Beverley Brook, einem kleinen Fluss in Süd-London, und kann oft durch ihre Gewässer schwimmen. Peter verbringt jetzt viel Zeit – vor allem seine Nächte – in Beverleys komfortablem und geräumigen Haus am Flussufer. Dort bekommt er den Anruf, der ihn in den Wirbelwind eines neuen Abenteuers katapultiert.
Ein Haufen Teenager, die in eine luxuriöse Wohnung einbrechen und dort eine wilde Party mit Sex und Drogen abhalten, die mit einem von ihnen tot von einer Überdosis endet, ist eine Angelegenheit der Polizei – aber eigentlich nicht für Grant, dessen ganz spezielle Polizeiaufgabe die Fälle mit Magie sind. Eine der involvierten Jugendlichen war jedoch die Tochter einer sehr magischen Kreatur – Cecilia Tyburn Thames alias Lady Ty, die die Göttin des Flusses Tyburn und die ältere und weit strengere Schwester von Peters Freundin ist. Peter schuldet Lady Ty einen Gefallen dafür, dass sie ihm einmal das Leben gerettet hat, und sie will, dass ihre Tochter Olivia keine Schwierigkeiten mit dem Gesetz hat – was Peter allerdings nicht leichtfertig liefern kann.
Peters Verwicklung in den Fall wird bald tiefer, als eine Autopsie von Pathologen, die über Magie Bescheid wissen, zeigt, dass das tote Mädchen Christina Chorley nicht nur an einer Überdosis Drogen gestorben ist, sondern auch an einem wilden und exzessiven Gebrauch von Magie.
In Zusammenarbeit mit der muslimischen Polizistin Sahra Guleed stürzt sich Peter auf die Ermittlungen. Um das Thema noch weiter zu verwirren, tauchen die Spuren eines lange verschollenen Manuskripts von Isaac Newton auf, der im Geheimen die moderne Magie begründete. Diese verlorene Dritte Principia soll sich mit Alchemie, dem Stein der Weisen und vielleicht sogar mit dem ewigen Leben beschäftigen.
Verschiedene magisch geneigte Personen und Gruppen sind an der Suche nach diesem Schatz beteiligt:
- Viscountess Helena Linden-Limmer, Erbin einer langen Reihe von Hexen und Zauberinnen, die die von Männern dominierte Magie verachten, und ihre Tochter Caroline, die lernen möchte, ohne Flügel oder mechanische Hilfsmittel zu fliegen
- Einige amerikanische Zauberer, bekannt als die Virginia Gentlemen, mit Verbindungen zur US-Geheimdienst-Community
- Verschiedene nicht-ganz-menschliche Wesen, die kollektiv als die Demi-monde bekannt sind. Ihr beliebter Treffpunkt ist der unheimliche Chestnut Tree Pub, der um den noch existierenden Tyburn Tree herum gebaut wurde, an dem Londoner Kriminelle gehängt wurden (der Hanging Tree des englischen Titels).
- Insbesondere ein bestimmter Bewohner dieser Demi-monde, bekannt als Reynard Fossman (Reynard der Fuchs).
- Sir William Tyburn – eine frühere Gottheit des Flusses Tyburn. Er wurde im 19. Jahrhundert durch die industrielle Verschmutzung des Flusses getötet und taucht plötzlich wieder auf.

Für Peter Grant und seinen Mentor, den erfahrenen Zauberer Nightingale kommt es zu einem explosiven Showdown mit ihrem Erzfeind – dem sehr mächtigen und äußerst rücksichtslosen gesichtslosen Magier.
Mit dabei ist auch die abtrünnige Polizistin Lesley May – einst Peter Grants geschätzte Kollegin, in die er zutiefst verliebt war, jetzt aber die schlaue und höchst einfallsreiche Komplizin des The Faceless Man.
Dem gesichtslosen Magier und Lesley gelingt die Flucht. Allerdings ist der gesichtslose Magier nicht mehr gesichtslos. Sein wahrer Name und seine Vorgeschichte sind aufgedeckt worden, und eine Fülle von Informationen über seinen Hintergrund und seine Motivationen: ein englischer Nationalist der Oberschicht, ein Romantiker, der das Mittelalter verehrt und Alfred den Großen und Träume der Engländer, wieder die Welt zu beherrschen, bewundert ...
Im Lauf der Ereignisse war Newtons berühmte Dritte Principia in die Hände von Lady Helena Linden-Limmer gefallen – und Nightingale begnügt sich damit, ihr die Aufgabe zu überlassen, ihr dunkles Latein zu entziffern.

## Bestsellerliste
Der Galgen von Tyburn war das erste Buch der Peter-Grant-Reihe, welches Platz 1 der SPIEGEL-Taschenbuch-Bestsellerliste erreichte.

## Kritik
Der Westfälische Anzeiger lobt den Roman: „Das ist spannend erzählt, mit Lust an pointierten Formulierungen über Architektur, Jazz, sexuelle Orientierung, Rassismus (Peters Mutter ist Afrikanerin) und andere Erscheinungen des 21. Jahrhunderts.“
Liza Bourke schrieb für Tor.com: „Die zentralen Mysterien von The Hanging Tree sind manchmal ein wenig verworren und verwirrend, aber der Ton und die Figuren des Romans gleichen kleinere Fehler mehr als aus. Ich habe dieses Buch wirklich genossen, und ich freue mich wirklich auf das, was als nächstes auf Peter und seine vertrackte Beziehung mit dem Rest der Metropolitan Police zukommt.“ ("The central mysteries of The Hanging Tree are at times a little tangled and confused, but the novel’s voice and characters more than make up for any minor defects. I truly enjoyed this book, and I really look forward to whatever comes next for Peter and his awkward relationship with the rest of the Metropolitan Police.")